# 四合木属
四合木属（学名：Tetraena）是蒺藜科下的一个属。该属約有40种，分布于中国至南非。